# خارطة طريق السلام
خارطة الطريق للسلام أو خارطة الطريق للسلام، كانت خطة لحل الصراع الإسرائيلي الفلسطيني التي اقترحتها اللجنة الرباعية بشأن الشرق الأوسط والتي تألفت من: الولايات المتحدة والاتحاد الأوروبي وروسيا والأمم المتحدة. المبادئ الأساسية لهذه الخطة والتي صاغها في الأصل موظف الخدمة الخارجية الأمريكي دونالد بلوم، تم تقديمها في البداية من قبل الرئيس الأمريكي جورج بوش خلال خطاب ألقاه في 24 يونيو 2002، والذي دعا فيه إلى إقامة دولة فلسطينية مستقلة تعيش جنبًا إلى جنب مع إسرائيل في السلام. كانت المسودة الأولية التي قدمتها إدارة بوش قد تم نشرها بالفعل في وقت مبكر من 14 نوفمبر 2002، وصدر النص النهائي رسمياً في 30 أبريل 2003. وصلت مبادرة السلام إلى طريق مسدود في وقت مبكر من المرحلة الأولى ولم يتم تنفيذ الخطة مطلقًا.

## خلفية الأحداث
كانت الانتفاضة الثانية التي بدأت في سبتمبر 2000، بمثابة تصعيد للعنف المتبادل. وفي مارس 2002 ورداً على موجة من الهجمات الانتحارية الفلسطينية والتي بلغت ذروتها في مذبحة عيد الفصح، شنت إسرائيل عملية عسكرية واسعة النطاق في الضفة الغربية، أطلق عليها اسم عملية الدرع الواقي. دمر الجيش الإسرائيلي الإدارة العامة الفلسطينية بأكملها تقريبًا. وأعادت إسرائيل فرض سيطرتها العسكرية الكاملة على الضفة الغربية، بما في ذلك المنطقتين (أ) و(ب)، اللتين كان من المقرر تسليمهما إلى السلطة الفلسطينية في إطار اتفاق أوسلو الثاني. دمر الجيش الإسرائيلي مجمع عرفات في رام الله بشكل كبير، والذي يضم المكاتب الرئيسية للسلطة الفلسطينية، وفرض حصار على الرئيس ياسر عرفات.
وفي محاولة لإنقاذ "عملية السلام" المتعثرة، قامت الولايات المتحدة والاتحاد الأوروبي والأمم المتحدة وروسيا بتشكيل اللجنة الرباعية الخاصة بالشرق الأوسط. وقد جرت هذه الجهود على خلفية الحرب على الإرهاب التي أطلقها جورج بوش، والتي بدأت في أعقاب هجمات 11 سبتمبر 2001، وكان لها تأثير كبير على السياسة العالمية.

## تطوير الخطة
تشتمل خارطة الطريق على ثلاث مراحل: 1. تلبية الشروط المسبقة لإقامة دولة فلسطينية؛ 2. إنشاء دولة فلسطينية بحدود مؤقتة؛ 3. حول اتفاق الوضع الدائم، الاعتراف بدولة فلسطينية ذات حدود دائمة وإنهاء الصراع.
- المرحلة الأولى (تنتهي في مدة أقصاها مايو 2003) اعتراف متبادل؛ وقف فوري وغير مشروط لإطلاق نار من أجل إنهاء النشاط المسلح وجميع أعمال العنف ضد الإسرائلييين أين ما كانوا؛ يقوم الفلسطينيين بإصلاح سياسي شامل، بما في ذلك صياغة دستور فلسطيني وإجراء انتخابات؛ تنسحب إسرائيل من جميع المناطق الفلسطينية التي تحتلها منذ 28 سبتمبر 2000 (الخطة لا تتحدث عن مزيد من الانسحابات). تتجنب إسرائيل القيام بعمليات الترحيل وشن الهجمات ضد المدنيين وهدم المنازل والممتلكات الفلسطينية. إعادة فتح المؤسسات الفلسطينية في القدس الشرقية؛ تحسين الوضع الإنساني بما في ذلك تطبيق توصيات تقرير برتيني وتخفيف القيود المفروضة على حركة الأشخاص والبضائع؛ تجميد التوسع الإستيطاني وتفكيك جميع البؤر الإستيطانية التي تمت إقامتها منذ مارس 2001.
- المرحلة الثانية (يونيو–ديسمبر 2003): عقد مؤتمر دولي لدعم إنعاش الاقتصاد الفلسطيني وإطلاق عملية تفضي إلى إنشاء دولة فلسطينية مستقلة ذات حدود مؤقتة؛ إحياء الاتصالات المتعددة الأطراف بشأن قضايا مثل موارد المياه الإقليمية، والبيئة، والتنمية الاقتصادية، واللاجئين، وتحديد الأسلحة؛ تعيد الدولة العربية الصلات التي كانت قائمة بينها وبين إسرائيل قبل الانتفاضة (المكاتب التجارية، إلخ).
- المرحلة الثالثة (2004–2005): المؤتمر الدولي الثاني؛ اتفاق الوضع الدائم وإنهاء الصراع؛ اتفاق حول الحدود النهائية، توضيح المسائل الخلافية حول مصير القدس واللاجئين والمستوطنات؛ تقبل الدول العربية إقامة علاقات طبيعية كاملة مع إسرائيل.

ملاحظة: لذا فإن الدولة المؤقتة ستشمل جميع المستوطنات الموجودة وتستنثي القدس الشرقية. على الرغم من التأخر الشديد في تقديم الخطة فإن الجدول الزمني الأصلي لم يكن ملائماً.
أعرب رئيس الوزراء الفلسطيني آنذاك محمود عباس عن قبوله لخارطة الطريق مرغماً، في حين عارض وزراء إسرائيليون من اليمين المتطرف الخارطة. أبدى أرييل شارون تحفظه عليها وقبوله بعض بنودها فقط. قدمت الحكومة الإسرائيلية ما لا يقل عن 14 تحفظاً:
1.
- قيام الفلسطينيين بحل أجهزة أمن السلطة الفلسطينية وإصلاح الهياكل؛
- على الفلسطينيين نبذ «العنف» و«التحريض» وتعليم السلام؛
- يجب على الفلسطينيين تفكيك حماس نهائياً وجماعات مسلحة أخرى وبنيتها التحتية، ومصادر جميع الأسلحة غير المشروعة؛
- لا تقدم إلى المرحلة الثانية بدون تحقيق جميع الشروط المذكورة أعلاه؛
- (بعكس الفلسطينيين) إسرائيل غير ملزمة بنبذ العنف والتحريض ضد الطرف الآخر، وفقاً لخارطة الطريق.

2. لا تقدم للمرحلة التالية قبل الوقف الكامل للإرهاب والعنف والتحريض. لا يوجد مدة زمنية محددة لتنفيذ خارطة الطريق.
3. استبدال وإصلاح القيادة الحالية في السلطة الفلسطينية (بما فيهم ياسر عرفات). غير ذلك لا تقدم للمرحلة الثانية.
4. تشرف الولايات المتحدة على مراقبة العملية (وليس الرباعية).
5. طابع الدولة الفلسطينية المؤقتة سيجري تحديده من خلال المفاوضات. الدولة المؤقتة ستكون منزوعة السلاح بحدود مؤقتة وتتمتع ب«بعض جوانب السيادة»، وخاضعة للسيطرة الإسرائيلية حيث تحدد دخول وخروج جميع الأشخاص والبضائع، بالإضافة إلى مجالها الجوي وطيفها الكهرومغناطيسي (من راديو وتلفزيون وإنترنت ورادار، إلخ.)
6. الاعتراف بإسرائيل كدولة يهودية وكذلك التنازل عن حق عودة اللاجئين إلى إسرائيل.
7. قبيل البدء بمحادثات التسوية النهائية (في مفاوضات الوضع النهائي، المرحلة الثالثة) لن يتم التطرق إلى المستوطنات والقدس والحدود. تقتصر المحادثات على تجميد البناء في المستوطنات والبؤر الإستيطانية غير القانونية.
8. عدم الإشارة إلى أحكام أخرى غير قراري الأمم المتحدة 242 و338. عدم الإشارة إلى مبادرات سلام أخرى (غير الواضح إذا كانت اتفاقية أوسلو من ضمن تلك المبادرات)
9. الانسحاب إلى ما قبل 28 سبتمبر 2000 سيكون مشروطاً.
10. إسرائيل غير معنية بتقرير برتيني القاضي بتحسين الأوضاع الإنسانية للفلسطينيين.
11. الدول العربية ستساعد في هذا العملية من خلال إدانة النشاط الإرهابي.